# Локтєв Вадим Михайлович
Вади́м Миха́йлович Ло́ктєв (3 травня 1945, Київ) — український науковець, фізик-теоретик, академік Національної академії наук України (2003), доктор фізико-математичних наук (1983), професор (1998), заслужений діяч науки і техніки України, лауреат двох Державних премій України в галузі науки і техніки, лауреат Золотої медалі імені В. І. Вернадського Національної академії наук України, нагороджений орденами князя Ярослава Мудрого V (2005 р.), ІV (2012 р.) і ІІІ (2018 р.) ступенів.
Академік-секретар Відділення фізики і астрономії НАН України.
Член НАЗЯВО з 27 липня 2016 року до грудня 2018 року.

## Біографія
- 1968 р. — закінчив фізичний факультет Київського державного університету ім. Т. Г. Шевченка. У той же рік вступив до аспірантури Інституту теоретичної фізики НАН України, де працює і по сьогодні.

- 1971 р. захистив кандидатську дисертацію,
- у 1983 р. — докторську.

- у 1987—1993 роках завідував лабораторією електронних процесів у молекулярних впорядкованих структурах відділу теорії багаточастинкових систем, який очолював академік НАН України О. С. Давидов.

- 1993 р. — завідувач відділу нелінійної фізики конденсованого стану.

## Науковий доробок
В. М. Локтєв одержав низку основоположних результатів з теорії кріокристалів, молекулярних та магнітних екситонів, високотемпературної надпровідності, фазових переходів у конденсованих системах. Він є одним із авторів теорії домішкових станів великого радіуса в кристалах, яка одержала назву теорії Іванова—Локтєва—Погорєлова.
Важливих результатів досяг дослідник у вивченні магнітних систем, зокрема ізотропних та анізотропних феромагнетиків. В. М. Локтєв побудував теорію спінових збуджень у невпорядкованих магнетиках з сильною одноіонною анізотропією і теорію спінових хвиль та формування магнітопружної щілини у квазідвовимірних антиферомагнетиках.
В області фізики надпровідності В. М. Локтєв вивчав, головним чином, властивості ВТНП сполук як вузькозонних провідників, вихідні (материнські) фази яких відносяться до типових АФМ діелектриків, а металічні — до так званих поганих металів. Як зазначає дослідник історії науки Ігор Шаров у своїй книжці «Вчені України, 100 видатних імен», було запропоновано (разом з В. Г. Бар'яхтаром) повну феноменологічну теорію статичних і резонансних властивостей та знайдені магнітні структури непровідних фаз ВТНП. Розраховані критичні поля магнітних фазових перетворень і спектри спінових збуджень знайшли достатньо добре експериментальне підтвердження.
В. М. Локтєв передбачив новий лінійний по зовнішньому магнітному полю магнітооптичний ефект в анізотропних магнітних кристалах. На його базі експериментаторам вдалося візуалізувати колінеарні домени в антиферомагнетиках. В. М. Локтєв розвинув теорію ефекту Рашби в антиферомагнетиках та визначив можливість колективної перебудови спектра незалежно від концентрації домішок.
У дослідженнях спектрів твердого кисню В. М. Локтєв передбачив явище розщеплення смуг біекситонного поглинання в антиферомагнітних діелектриках.
В. М. Локтєв вперше встановив важливу роль ефекту Яна—Теллера у механізмі виникнення високотемпературної надпровідності плівок фулеритів.
В. М. Локтєв дослідив вплив доменної структури кристалів на їх поведінку в зовнішніх полях та запропонував механізм утворення доменної структури в антиферомагнетиках.
В. М. Локтєв — автор кількох монографій і понад двох сотень наукових праць, опублікованих у вітчизняних і зарубіжних виданнях; член редколегій наукових журналів «Вісник НАН України», «Наукові вісті Національного технічного університету України „Київський політехнічний інститут“», «Фізика низьких температур».
В. М. Локтєв протягом 1997-2022 рр. завідував кафедрою теоретичної і загальної фізики фізико-математичного факультету Національного технічного університету України «Київський політехнічний інститут імені Ігоря Сікорського». Є очільником наукової школи.

## Громадська діяльність
Член президії НАН України. Член Акредитаційної комісії України.